# Opencart
OpenCart là một hệ thống quản trị cửa hàng trực tuyến. Nó dựa trên PHP, dùng cơ sở dữ liệu MySQL và các thành phần HTML. Hỗ trợ cho nhiều ngôn ngữ và loại tiền tệ. Nó có sẵn miễn phí dưới Giấy phép Công cộng GNU. Đến tháng 5/2016, đã có 342.000 websites dùng OpenCart.

## Lịch sử
OpenCart được phát triển ban đầu vào năm 1998 bởi Christopher G. Mann cho Walnut Creek CDROM sau đó là The FreeBSD Mall. Phiên bản đầu tiên được phát hành vào ngày 11/5/1999. Được viết bằng  Perl, dự án có rất ít hoạt động và quá trình phát triển đã dừng lại vào năm 2000, Mann đã gửi một thông báo vào ngày 11 tháng 4 tuyên bố "các cam kết khác ngăn cản tôi phát triển OpenCart".
Tên miền hết hạn vào tháng 2 năm 2005, trước khi được hồi sinh bởi Daniel Kerr, một lập trình viên Anh quốc, người sử dụng nó như là cơ sở cho phần mềm thương mại điện tử của riêng mình, viết bằng PHP. Phiên bản đầu tiên được phát hành là 1.1.1, phát hành trên Google Code vào ngày 10/2/2009.
Tháng 9/2014 Kerr tuyên bố rằng OpenCart là nhà cung cấp phần mềm thương mại điện tử số một ở Trung Quốc  trong khi đó đến tháng 8/2015 OpenCart được ghi nhận là  chịu trách nhiệm cho 6.42% khối lượng thương mại điện tử toàn cầu theo builtwith.com, thua WooCommerce và Magento, hơn OSCommerce, ZenCart và Shopify . Tháng 2/2017, anh ta tuyên bố rằng có khoảng 317.000 site OpenCart đang hoạt động, nhiều hơn Shopify hay Magento.
Phiên bản 2.0 của phần mềm được phát hành tháng 10/2014, với cập nhật sâu rộng về giao diện.
Phiên bản  2.2.0.0 được phát hành vào tháng 3/2016, sau nhiều tháng thử nghiệm của người dùng OpenCart.
Phiên bản 3.0.3.7 được phát hành vào tháng 2/2021, có sự cộng tác với Webkul.
OpenCart sử dụng các dịch vụ quản lý gian lận như FraudLabs, ClearSale và Global Payments để xem xét các đơn đặt hàng của khách.

## Sách xuất bản
- Yilmaz, Murat (tháng 8 năm 2010). OpenCart 1.4: Beginner's Guide. Packt Publishing. tr. 240. ISBN 9781849513029. Bản gốc lưu trữ ngày 2 tháng 8 năm 2014. Truy cập ngày 3 tháng 7 năm 2021.
- Hasan, Tahsin (tháng 3 năm 2011). OpenCart 1.4 Template Design Cookbook. Packt Publishing. tr. 328. ISBN 9781849514309. Bản gốc lưu trữ ngày 2 tháng 8 năm 2014. Truy cập ngày 19 tháng 11 năm 2015.
- Watson, Kerry R (tháng 3 năm 2012). ShowMe Guides OpenCart 1.5 User Manual. CreateSpace Independent Publishing Platform. tr. 352. ISBN 978-1468142365.
- Mihail Savov (tháng 8 năm 2016). The Definitive Guide to Getting Started with OpenCart 2.x For Beginners. iSenseLabs. tr. 140. ISBN 978-0-9966004-5-3.
- iSenseLabs (2015). OpenCart 2.0 Tips and Tricks #2. iSenseLabs. tr. 118. ISBN 978-0-9966004-1-5.